# Shane MacGowan
Shane Patrick Lysaght MacGowan, popularmente conhecido como Shane MacGowan (Tunbridge Wells, 25 de dezembro de 1957 – 30 de novembro de 2023) foi um músico irlandês, cantor e compositor da banda britânica The Pogues.

## Biografia
MacGowan nasceu em 25 de dezembro de 1957, em Pembury, Kent, Inglaterra numa família irlandesa. MacGowan passou a sua infância na cidade de Tipperary, contudo foi viver para a Inglaterra aos seis anos e meio, quando a sua família se teria mudado. Shane viveu em Brighton e Londres, entre outros locais do país. A mãe de MacGowan, Teresa, foi uma cantora e também uma dançarina tradicional irlandesa e havia trabalhado como modelo, em Dublin. Em 1971, depois de ter assistido Holmewood House School em Langton Green, Tunbridge Wells, MacGowan ganhou uma bolsa de estudos de literatura e foi aceito em Wastminster School, um colégio de reconhecido publicamente no Reino Unido, situado próximo das casas do parlamento. Punido no segundo ano por posse de drogas, Shane foi expulso da instituição.
A sua primeira aparição que marcou o início da sua carreira foi em 1976 num conserto dirigido pela banda inglesa de punk, The Clash, quando o seu lóbulo da orelha havia sofrido danos por Jane Crockford, que, mais tarde se tornou membro de The Mo-Dettes. Um fotógrafo conseguiu uma fotografia quando MacGowan de encontrava coberto de sangue e publicando impressos, onde a manchete "Cannibalism At Clash Gig" fez parte da mesma publicação.

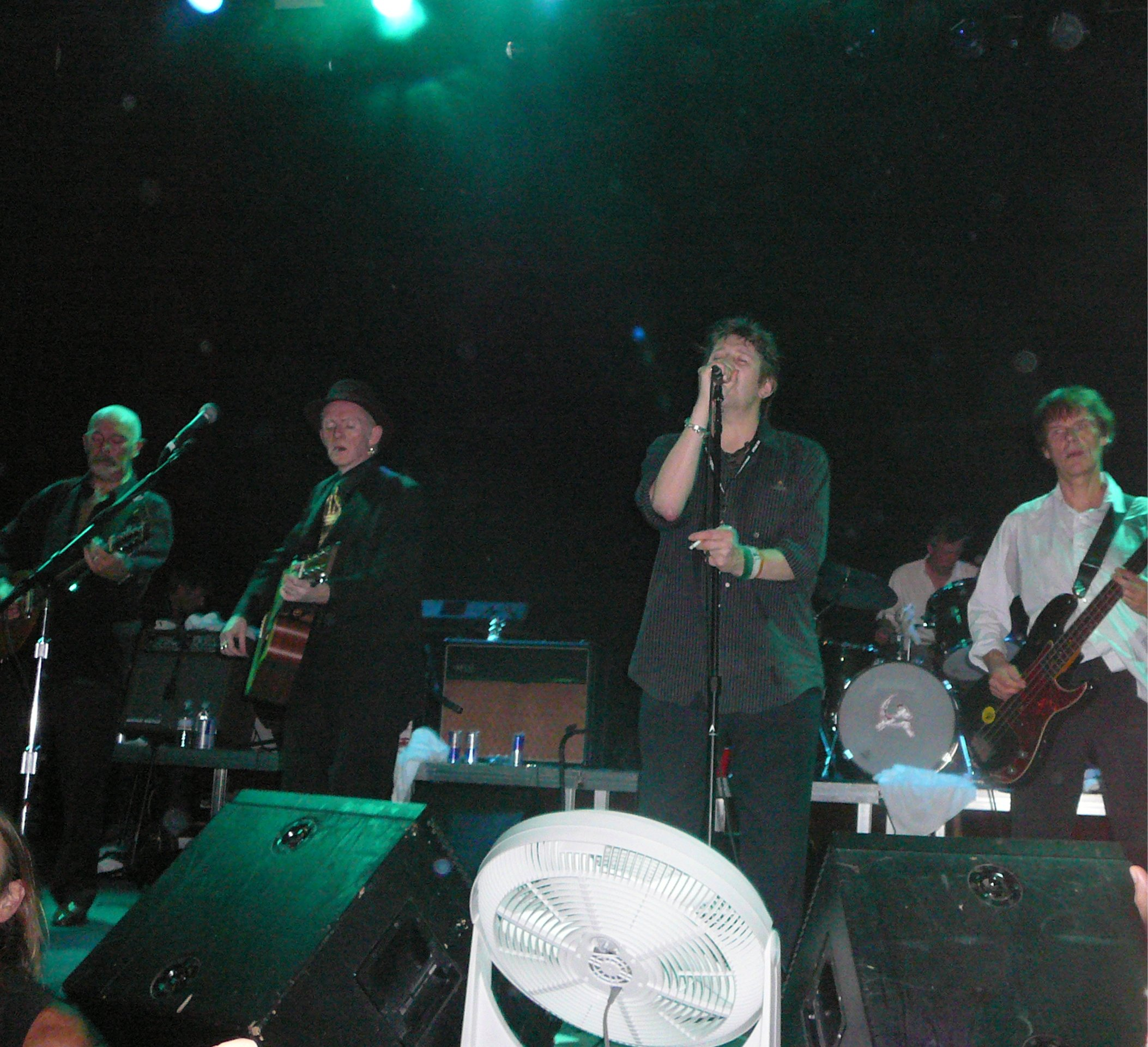
Shane MacGowan na banda The Pogues em 2006

MacGowan morreu em 30 de novembro de 2023, aos 65 anos. Segundo o site do jornal "The Guardian", em dezembro de 2022, MacGowan foi hospitalizado com encefalite viral e, como resultado, passou vários meses de 2023 na terapia intensiva.

## Discografia

### The Nips/Nipple Erectors
- Bops, Babes, Booze & Bovver (2003)

### Singles - The Pogues
- "Poguetry in Motion E.P."
- "The Irish Rover" (com The Dubliners)
- "Fairytale of New York" (com Kirsty MacColl) - Reeditado em 1991, 2005 e 2007[5]
- "Fiesta"

### Singles solo
- "What a Wonderful World" (com Nick Cave)
- "The Church of the Holy Spook" (com The Popes)
- "That Woman's Got Me Drinking"
- "Haunted" (com Sinéad O'Connor)
- "My Way"
- "I Put a Spell on You" (com Nick Cave, Chrissie Hynde, Mick Jones, Johnny Depp, Bobby Gillespie, Glen Matlock, Paloma Faith e Eliza Doolittle)[6]

### Participações
- "Perfect Day".[7]
- "The Wild Rover" (com Sinead O'Connor) - Soldat Louis, álbum Auprès de ma bande, (1993)
- "The Wild Rover" and "Good Rats" (com Dropkick Murphys)
- "Ride On" and "Spancill Hill" (com Cruachan)
- "What a Wonderful World" (com Nick Cave, 1992)
- "God Help Me" (com The Jesus and Mary Chain, 1994)
- "Suite sudarmoricaine", "Tri Martolod", "The Foggy Dew" (com Alan Stivell, 1994)
- "Death Is Not the End" (1996)
- "Waiting 'Round to Die" (2009)
- "Four Leaf Lover Boy" e "Full of Sh*t" (2010)
- "Little Drummer Boy/Peace on Earth" (2010)
- "Basically, Johnny Moped" (2012)

### LPs
- Red Roses for Me (1984)
- Rum Sodomy & the Lash (1985)
- If I Should Fall from Grace with God (1988)
- Peace and Love (1989)
- Hell's Ditch (1990)
- The Snake (álbum)|The Snake (1995)
- The Crock of Gold (1997)
- Across the Broad Atlantic: Live on Paddy's Day - New York and Dublin (2002)

## Filmografia
- Eat the Rich - 1987
- Straight to Hell - 1987
- The Filth and the Fury - 2000
- Westway to the World - 2002
- The Libertine - 2005
- Harry Hill's TV Burp - 2007
- Harry Hill's TV Burp - 2010

## Documentários
A vida de Shane MacGowan foi transmitida ao público nos documentários:
- If I Should Fall from Grace - The Shane MacGowan Story (2003)
- The Great Hunger. Documentário da BBC sobre Shane.